# Principessa Olalà
Principessa Olalà (Prinzessin Olala) è un film muto del 1928 diretto da Robert Land.

## Produzione
Il film fu prodotto dalla Super-Film GmbH.

## Distribuzione
Distribuito dalla Deutsche Lichtspiel-Syndikat (DLS), ottenne il visto di censura il 13 luglio 1928 uscendo nelle sale cinematografiche tedesche presentato a Berlino il 5 settembre 1928. La Super Film lo distribuì in Italia in una versione di 2.094 metri con il visto di censura del 31 ottobre 1928.